# Сан-Вісенте-де-Тагуа-Тагуа
Сан-Вісенте-де-Тагуа-Тагуа (ісп. San Vicente de Tagua Tagua) — місто в Чилі. Адміністративний центр однойменної комуни. Населення - 18914 чоловік (2002). Місто і комуна входить до складу провінції Качапоаль і регіону Лібертадор-Хенераль-Бернардо-О'Хіггінс.
Територія — 497,8 км². Чисельність населення - 46 766 мешканців (2017). Щільність населення — 93,9 чол./км².

## Розташування
Місто розташоване за 44 км на південний захід від адміністративного центру області міста Ранкагуа.
Комуна межує:
- на північному сході - з комунами Коїнко, Кінта-де-Тількоко
- на сході - з комуною Мальйоа
- на південному сході - з комуною Сан-Фернандо
- на півдні - з комунами Санта-Крус, Нанкагуа, Пласілья
- на заході - з комуною Палмілья
- на північному заході — з комунами Пеумо, Пічидегуа, Кольтауко